# Sundet (sjö)
Sundet är en sjö i Finland. Den ligger i kommunen Larsmo i landskapet Österbotten, i den centrala delen av landet, 400 km norr om huvudstaden Helsingfors. Sundet ligger 19 meter över havet. Arean är 20,7 hektar och strandlinjen är 4,73 kilometer lång. Sjön  ingår i Egentliga Bottenvikens avrinningsområde.   Den sträcker sig 1,2 kilometer i nord-sydlig riktning, och 0,3 kilometer i öst-västlig riktning.